# Karula (Haljala)
Karula (Duits: Karrol) is een plaats in de Estlandse gemeente Haljala, provincie Lääne-Virumaa. De plaats heeft 60 inwoners (2021) en heeft de status van dorp (Estisch: küla).
Tot in 2017 hoorde Karula bij de gemeente Vihula. Die ging in dat jaar op in de gemeente Haljala.
Het noordwestelijk deel van het dorp ligt in het Nationaal park Lahemaa. In de buurt van de weg tussen Karula en Vihula liggen zestien steengraven, die dateren uit de vroege ijzertijd (500 v.Chr. - 450). Door het dorp stroomt de beek Karula oja.

## Geschiedenis
Karula werd voor het eerst genoemd in 1241 onder de naam Carola. In 1402 had het dorp de naam Karuol, in 1461 de naam Karuel. In de 15e eeuw werd een landgoed Carull (of Carrull) gesticht. In 1499 werd het genoemd als Hof Carull. Tijdens de Lijflandse Oorlog (1558-1583) werd de bevolkIng van het dorp (dat in 1583 genoemd werd als Carolby; by is Zweeds voor ‘dorp’) gedecimeerd. In 1871 werd het landgoed genoemd als Karrol en het dorp als Karola.
Vanaf 1402 tot het begin van de 17e eeuw was het landgoed in het bezit van de familie Wrangel. De laatste eigenaar voor het landgoed in 1919 door het onafhankelijk geworden Estland werd onteigend, was Berthold von Nottbeck.
Ten zuiden van Karula lag vanaf de late 15e eeuw een dorp Iilpalu. In het begin van de 20e eeuw groeiden de twee dorpen samen.

## Foto's

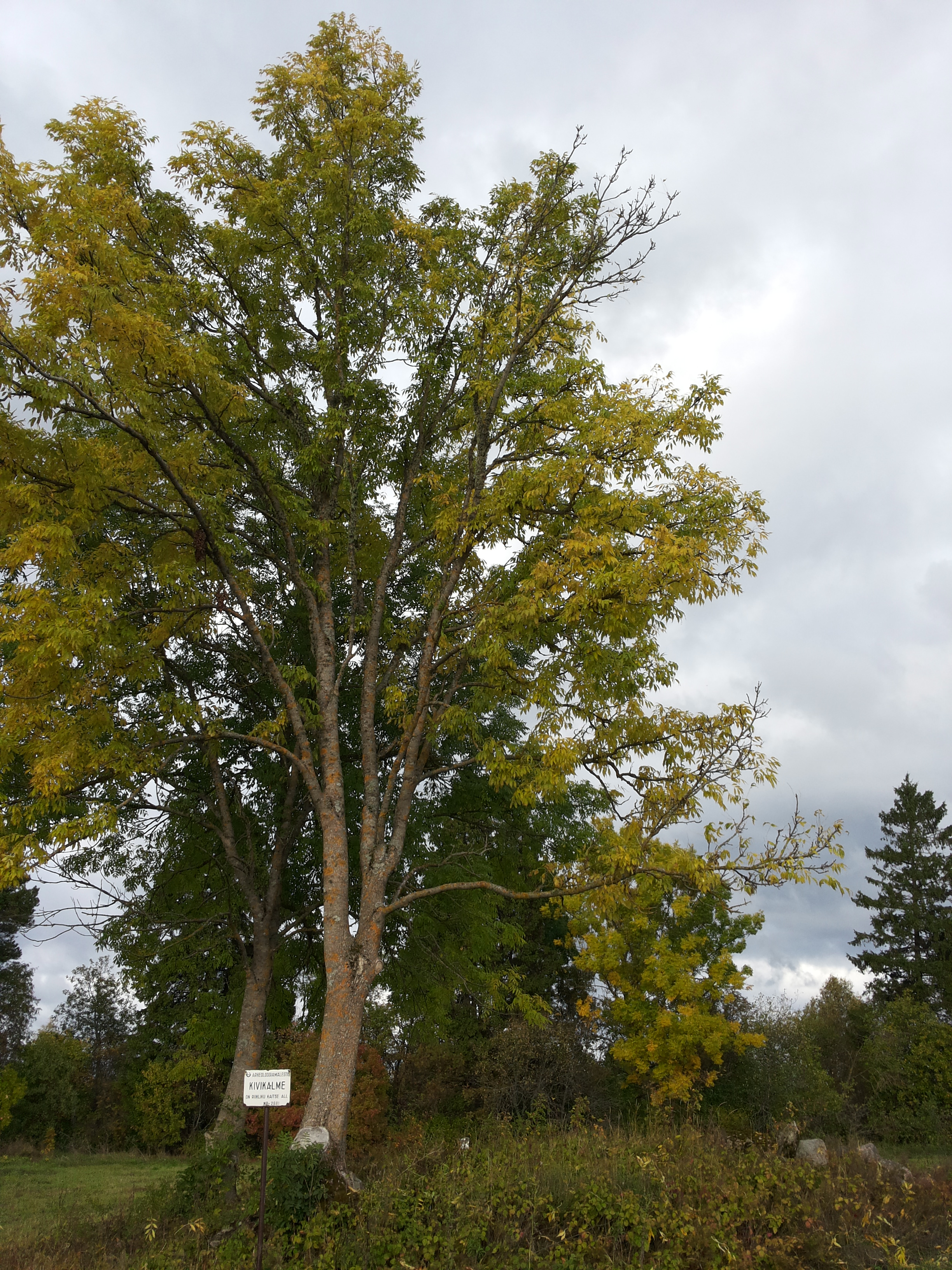
Markering van een steengraf
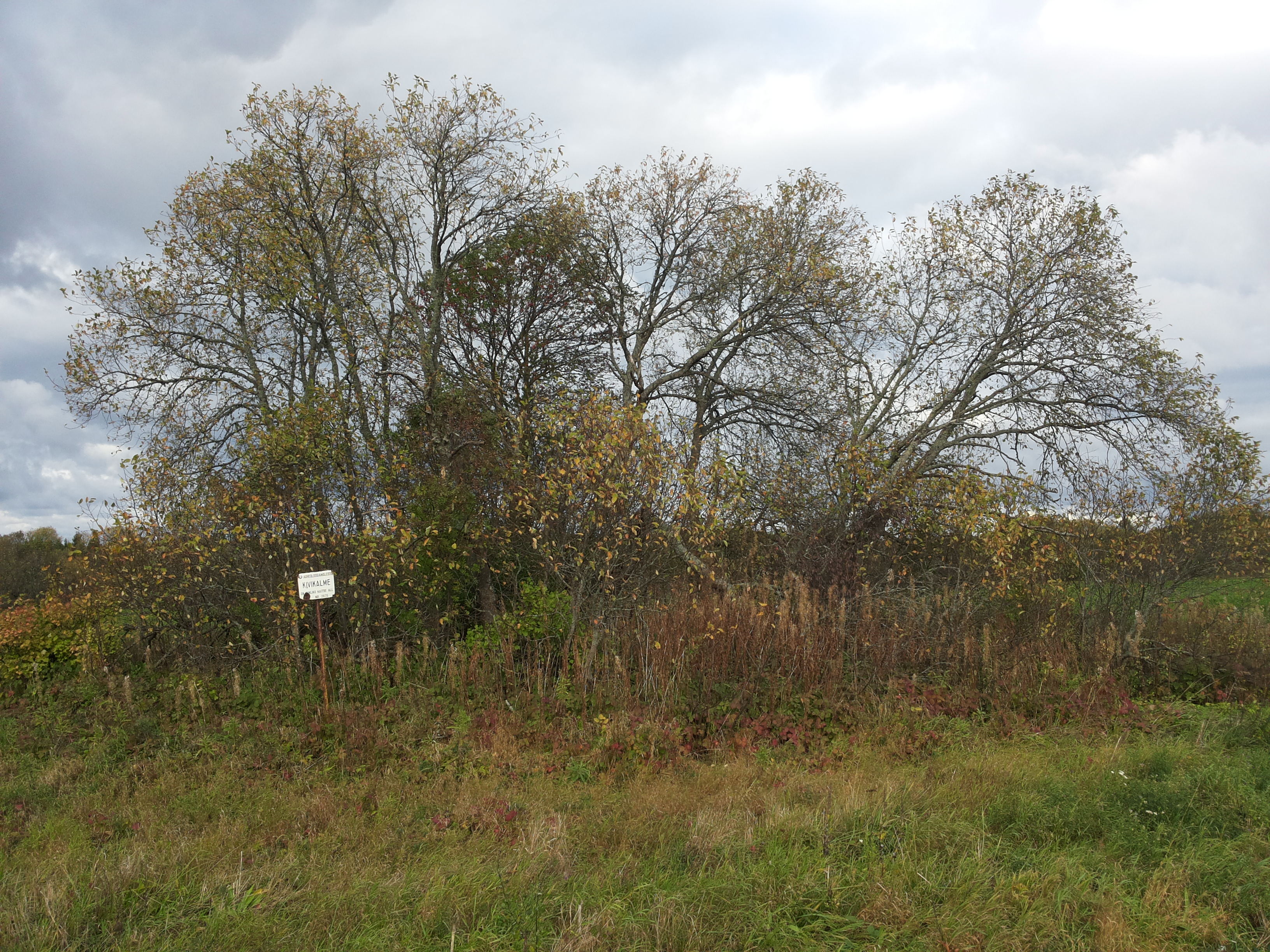
Markering van een steengraf
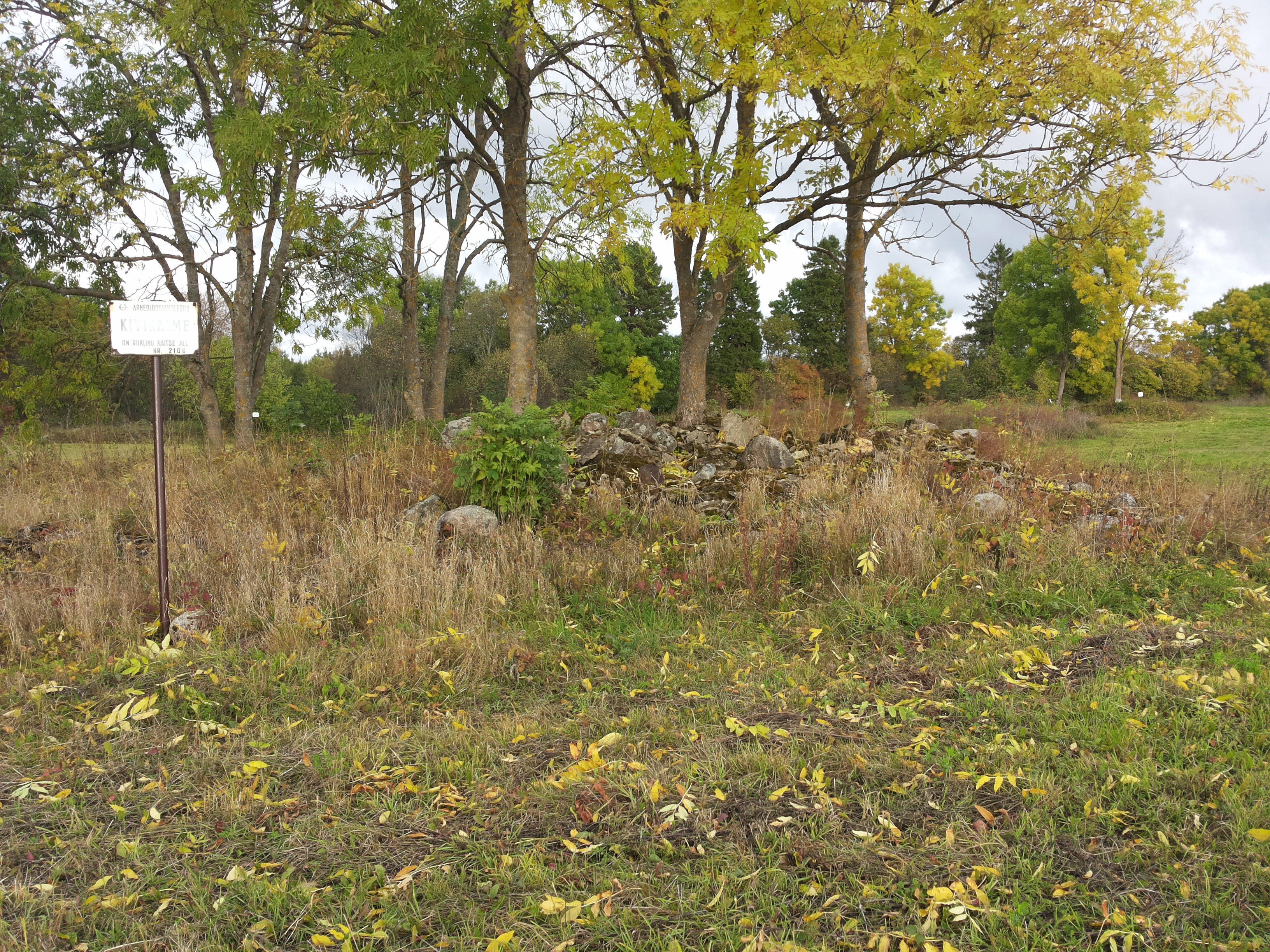
Steengraf